# إل رانتشو دي لاس غولوندريناس
إل رانتشو دي لاس غولوندريناس (بالإنجليزية: El Rancho de las Golondrinas) هي منطقة سكنية تقع في الولايات المتحدة في نيومكسيكو.